# Miguel Quersonita (cartulário)
Miguel Quersonita (em grego medieval: Μιχαὴλ Χερσονίτης; romaniz.: Michaél Chersonítes) foi um oficial bizantino do século X ou XI. Sua existência é atestada através de seu selo no qual é registrado como cartulário e originário do Quersoneso.